# Mr. Zivago
Mr. Zivago, cujo nome real é Massimo Rastrelli, é um cantor italiano, mais conhecido pela canção "Little Russian". (bg)

## Discografia
Álbuns
- Tell by Your Eyes (1992)[1][2][3]
- Tell by Your Eyes: Covers (雨が叫んでる～カヴァーズ～) (1993)[2]

Singles
- "Little Russian" (1987)[4]
- "Love in Moscow" (1991)
- "Tell By Your Eyes" (1992)[5] (#98 no Japão)[6] — Regravado e lançado no Japão como um single em 1992 por Toshihiko Tahara, consulte "雨が叫んでる" na versão Wikipédia japonesa
- "Russian Paradise" (2007)[7]